# Mesochorus cracentis
Mesochorus cracentis är en stekelart som beskrevs av Dasch 1974. Mesochorus cracentis ingår i släktet Mesochorus och familjen brokparasitsteklar. Inga underarter finns listade i Catalogue of Life.